# Creemore
Creemore är en ort i Kanada.   Den ligger i provinsen Ontario, i den sydöstra delen av landet, 400 km väster om huvudstaden Ottawa. Creemore ligger 262 meter över havet och antalet invånare är 1 300.
Terrängen runt Creemore är platt österut, men västerut är den kuperad. Närmaste större samhälle är Angus, 17,9 km öster om Creemore.
Omgivningarna runt Creemore är en mosaik av jordbruksmark och naturlig växtlighet. Runt Creemore är det glesbefolkat, med 12 invånare per kvadratkilometer.